# 八ッ橋きなこ
八ッ橋 きなこ（やつはし きなこ、 8月10日 - ）は日本の女性声優。アトリエピーチ所属。東京都出身。主にアダルトゲームに声をあてている。

## 人物
声優を目指そうと思ったのは小学生の頃。もともとお芝居をやりたくて小さい頃から演劇をやっていたが、声優は顔出しの芝居よりも様々な役を演じられるという点に魅力を感じて声優を目指そうと思ったという。
また父親がアニメ好きで、その影響からアニメを観る機会も多くアニメっ子として育ち、そのことも声優を目指すきっかけの一つになったという。
中学では演劇部に入部し、その後も演劇系の養成所に入るなど芝居の勉強を続けた。その後桃塾に4期生として入塾し、修了後にはアトリエピーチ（ジュニア）所属となり声優としてデビューした。
桃塾の同期には、藤邑鈴香、妃咲みぁ、君島りさ、なつめ美南海、羽村しき、佐藤泰臣、富井義邦、内藤大樹がいる。
- 写真を撮ることを趣味としており[1]、イベントでカメラマンをしていたこともある[3]。
- イベントなどで耳の不自由なゲームユーザーの方に手話通訳をしてあげられたらとの思いから手話を勉強している[1][4]。

## 出演作品
太字は主役・メインキャラクター

### PCゲーム

#### 2012年
- 創世奇譚アエリアル（看護実習生、子ども）
- 九十九の奏〜欠け月の夜想曲〜（四君子円、千倉歩美）
- ミダラーナ 巨乳戦記（カトリーヌ、エリザベス[5]）
- 水月 弐〜追憶〜（女子部員B、キャスター）

#### 2013年
- プリンセスキッス! 〜少女1000年紀物語〜（女生徒、子供）
- ラブラブオトコの娘寮 〜俺を奪い合う男の娘と男の娘（保志 ひろみ[6]）
- end sleep（織来 静紅[7]）
- キモメン底辺職でも巨根ならハーレムギルドの主になれる!? 〜伝説の騎士や聖女、魔王を種付け攻略! 美少女だらけ夢の冒険性活!〜（ティナ・アリオスト）
- 淫艶 〜山里に乱れる手弱女〜（庄司 涼香）
- ナマイキデレーション（日向 真[8]）
- 信長の欲とボウ（ハチスカ マサカツ、ロッカク ヨシカタ）[9]
- 魔王が元の世界に帰れないのは、俺の××が足りないせい？（魔王）
- 南国搾乳☆みるくアイランド娘。〜発情篇〜（レイ、ユーリ）[10]

#### 2014年
- きみと僕との騎士の日々 -楽園のシュバリエ-（佐々藤 衣弦）[11]
- 110〜産婦人科 死刑囚 病院ジャック〜（小見川 なずな）[12]
- 催眠クラス 〜女子全員、知らないうちに妊娠してました〜（小日向 みゆ、水野 文）[13]
- 寝トリ学園 〜彼氏持ちでもお構いなし!ヤりたい放題ADV〜（榊原 ちち）[14]
- 催眠パラノイア!（サソリ）[15]
- 女子のおしっこいじめ〜女子便くんといわれたボクの6年間〜（裕子）[16]
- お嬢様はカタイのがお好き!〜神性なる女子寮日記〜（衣 かなで）[17]
- ちびドル 〜エッチな水泳教室〜（りんご ぐらにーすみす）[18]
- OH!! マイクロマン 〜小さくなって女の子の色んなトコロに入っちゃお!〜（舞黒 麻依）[19]

#### 2015年
- いたずら狂悪（瀬織 舞）[20]
- カミツレ〜7の二乗不思議〜（百合ヶ丘 七海）[21]
- 炎の孕ませもっと!発育っ!身体測定2（シャウラ＝バーンシュタイン）[22]
- 堕ちていく聖戦使 ルナティックエンジェルズ 〜 私の淫らなココロ、覗かれたら……もぅ我慢できない……〜（神堂 真姫菜）[23]
- 空色イノセント（月ヶ瀬 日夜子）[24]
- 賢者の贈り妹（安里 沙羅）[25]

#### 2016年
- ハーレムゲーム〜俺はコレのおかげでエロゲーの主人公になれました!〜（鈴屋 美菜子）[26]
- グリモ☆ラヴ ～放課後のウィッチ～（詠元 柚夏）
- 痴漢堕 ～心理カウンセラー芽衣香の診療記録～（種川 小鳥）
- 炎の孕ませおっぱい★エロアプリ学園（ヴェルカ、シャミー）
- 俺が校則! 中出し以外は校則違反!!! ～女子校生全員中出し完全制圧計画～（多之宮 萌心）
- 白衣の天使はお世話好き! ～ラブラブエッチな入院生活～（大和田 馨）

#### 2017年
- らぶらぶシスターズ ～花嫁＆姉妹達とのドキドキハーレム生活～（月兎耳 ハナ）
- 無敵の孕ませオナホ姫騎士団 ～くっころメスがチートスキルで即堕ち♪エロ酷ハメでアヘ忠誠を尽くされるロイヤルハーレム城性活～（アリエル）
- sin光臨天使エンシェル・レナ -REINCARNATION-（ジェネラル・コキュートス）
- 手垢塗れの堕天使（新見 由紀）
- 催眠学園2年生（新見由紀）
- 姉姉W催眠2 ～巨乳女上司痴漢、巨乳人妻寝取り、鬼畜中出しで孕ませてやる!～（かりん）
- 夫の居ぬ間に… ～わたし脅されて、あなたに言えないコトしました～（君嶋 あさひ）
- ビッチ学園が清純なはずがないっ!!?（帯広 らいち）

#### 2018年
- ひとつ屋根の、ツバサの下で（刈山 祭子）
- プリケツ巨乳に育った親戚の娘たちがクソシコかったのでアヘらせていつでもヤれる孕ませオナホにした件（真由）
- ずっと前から女子でした（桐谷 瑞葉）
- 無様に! 下品に! 都合よく! 巨根崇拝! 孕ませオナホ学園♪（伊庭 茜）
- もっと!孕ませ!炎のおっぱい異世界エロ魔法学園!（フィー＝キステルミット）
- 人妻ネトリシェアリング ～やめて夫の前でこれ以上は…～（端下 玲子）
- 魔法戦士イクシードナイツ -新たなる世界の女神たち-（ノエル）
- 催眠ぱらだいす! ～催眠術でツゴウノイイ美少女学園性活～（双葉 葵）
- 甘園ぼ ～二人だけのヒミツの遊び～（米谷 ひまわり、米谷 さくら）
- きゃんきゃんバニープルミエール3（サワディ）
- sin光臨天使エンシェル・レナFD -FACE THE DESTINY-（ジェネラル・コキュートス）

#### 2019年
- BUKKAKE! ドシコリングMINUKIマックスアクメしてもいいですか? ドエロいポーズして貰って見抜きぶっかけしたらお互い興奮がドチャクソヤバイです（佐原 瞳子）
- らぶこみゅ（八雲 鳴）
- 雨宿りさせてくれた友母NTR孕ませ ～発情期オスのエロ酷い交尾でマゾ牝に堕ちる優しい爆乳人妻ママ～（ゆかり）
- イイナリ妻色2 ～人妻に横恋慕～（香月 秋生）
- 魔法戦士エメロードナイツ -絆を紡ぐ女神たち-（ノエル）
- 妻の肉穴にホームステイするマッチョ留学生2軒目 ～元巨乳グラドルの妻は、ダニーズ・ブートキャンプで汁だくメス子宮に開発されていた～（檜山 千歳）
- モンスターが支配する異世界で魔物使いになって孕ませハントで救世主になる ～人間如きが我らと生殖?身の程を知れ!～（ケルベロス）
- もっと!孕ませ!炎のおっぱい超エロ♡アプリ学園!（藤野 薫）
- ママ×カノ ～教え子のお母さんがエッチな先生で、娘の世話を焼いたら駄目ですか?～（鳴沢 律）

#### 2020年
- 神様のしっぽ ～干支神さまたちの恩返し～（あんこ）
- LOVE・デスティネーション（乙名 詩那）
- ママ×カノ+ ～教え子のお母さんがエッチな先生で、娘もエッチになったら駄目ですか?～（鳴沢 律[27]）
- 魔法戦士INTERLUDE PHANTOM（ノエル、ノエル・アクア）
- シスターレッスン（野々宮 絢果[28]）
- Hではじめた絶品バーガー ～え? ご注文はおっぱいですか～（柏 怜嘉[29]）
- 元ヤン爆乳人妻をビーチでデカチン生ハメ ～強気なメスを孕ませオナホ寝取りする夏～（矢吹 葵）
- 闇染Liberator －闇堕ち勇者と堕ちる戦姫－（夢岸 ありす/魔法少女ラブリー・アリス[30]）
- 異世界孕ませハーレムパーティー ～最弱の解析スキルが異常発達してエッチな弱点を丸裸に！最強の爆乳冒険者たちを肉便器化！～（シャルロット）[31]

#### 2021年
- もっと!孕ませ!炎のおっぱい異世界超エロサキュバス学園!（ソフィア・フォン・マナグラス） [32]
- 放課後⇒エデュケーション! ～先生とはじめる魅惑のレッスン～ (妙見 ひな[33])
- 魔女狩りの失禁学園 ～緊縛された令嬢の聖水～ (湊 ユリカ[34])
- ガチンコ! ビッチクラブ センセーション (愛宮 癒衣[35])
- 星の乙女と六華の姉妹 (姫金魚草 みんと）
- 家をたまり場にするデカパイギャルたちを巨チンでわからせ! ～メス猿共をハメ回すだけの孕ませハーレム性活!～ （唯菜[36]）
- 大きいことはHなことだ! 高身長お姉さんたちとぶっかけハーレム性活（高峰 風迦[37]）

#### 2022年
- サキュバス種付けパーク ～人間を餌にする淫魔たちをわからせて孕ませオナホアトラクションにして遊びまくる～（莉愛夢[38]）
- 魔王が現代世界に転生したらおっぱいを愛でなくてはならなくなった件（柔都 彩晴[39]）
- ナマイキJKライブラリー（姫岸 ねね子[40]）
- 女神狩り ～世界を救ったのに封印されかけたので女神たちに復讐! 孕ませオナホにしてハーレム楽園を作る!～（シーリア[41]）
- ツヴァイトリガー（明坂 橘花）
- ハーレムビッチハウス（西野 愛莉紗[42]）
- もっと!孕ませ!炎のおっぱい異世界おっぱいメイド学園!（リリエラ・ラブノット[43]）
- 幼馴染の男の娘がメスガキだった件（小鳥遊 ミユキ[44]）

#### 2023年
- 催眠奪女4 ～全てが僕の自由になる世界へようこそ～ 天王寺歌恋編（御子柴 サリア[45]）
- 幼馴染の男の娘がメスガキだった件 ～仲良しさんになりましょう★（小鳥遊 ミユキ[46]）
- 異世界モンムスセンセーション モンムス先生と学ぶHな恋愛学（ローゼンリンダ[47]）
- プレイ! プレイ! プレイ! ロック!（五百城 恵里、梅山 沙耶香[48]）
- 艶嬢学園 ～【炎上女子】を指導せよ！～ (熊野 梢子)

#### 2024年
- クソザコ魔王少女アカリ 〜イシュカンダルへようこそ!〜（エルフィー[49]）
- 電魔絶頂☆マホウ少女スズハ ～科学と魔法と触手淫蠢～（道枝 涼羽[50]）
- 転生した世界で男の娘を孕ませられるのは、神である俺だけ。2 -三人目の巫子ココム登場！-（ココム[51]）
- 転生した世界で男の娘を孕ませられるのは、神である俺だけ。3（ココム[52]）

#### 2025年
- 魔想の果のスノウホワイト Snow White and the Seven Emotions（レイチェル）
- 最強のおっぱいパーティーを作って孕ませハーレム冒険性活（エルミナ）
- もっと!孕ませ!炎のおっぱい異世界おっぱいバニー学園!（ミーニャ・プレナバス8102、マギナベージェ・ブルーメ）
- 巨乳な友達の母を若い巨チンで寝取って孕ませハーレムを作る話（みずほ）
- 田舎暮らしハーレム ～巨乳な田舎娘たちとひたすら孕ませセックスするだけの性活～（茉奈）
- あくめる∞ギャルズドミトリー ～今日から始まる白黒ギャルのいいなり絞られ生活!～（魚成 刹那）
- 聖奴隷学園3（雪村 沙月）
- ママラブ! ～僕の彼女は僕のママ☆おっとり巨乳愛奈ママ～（住吉 愛奈）

### 同人ゲーム
- どこでも誰とでもセックス許可証THE GAME〜まさおのやりたい放題16人孕ませ部活動〜（中村ひかり、笹本有紀）
- ♥りなアイドル（千紗[53]）
- 放課後催眠倶樂部2（三条 姫美香[54]）
- ザーメンソムリエ 変態女子校生の精飲活動（戸田 まさみ[55]）
- ♥りながっこうせいかつ（美山 瑠衣[56]）
- いいなり! 催眠彼女 〜隷属洗脳・生ハメ性活!!〜（斉藤 静香）[57]
- 痴漢初体験〜濡れた女学生〜（上月 里香子）[58]
- 俺は悪の戦闘員〜女首領の手先になって正義のヒロインをヤる！（清純処女エンジェルハート）[59]
- 風雲！オークキャッスル 〜恥辱の発情戦乙女達（ヒルダ）[60]
- 父性ブレイクダウン 愛憎まみえた雄の淫謀から逃げ惑う娘とその親友（龍央路 薫子）[61]
- 肛拡姉妹 ～義父に徹底開発される連れ子アナル～（氷見川 有理）
- 貴方ハ私ノモノ -ドS彼女とドM彼氏-（千歳）
- 本番有り! 人妻デリバリーR ～どこかで見た美人妻たちと～
- TS魔法少女なお!2nd!!（長谷部 凛子）

### ソーシャルゲーム
- エロがく〜エロと科学と学園モノ〜[1]
- イクシーズ[1]
- Lord of Walkure[1]
- 乳忍者BURST!! 〜乳ボンバーで学園統一!〜[62]
- Quiz of Walkure（アイミィ、エミル）[63]
- 戦国プロヴィデンス[63]
- クロスオーバード
- 電脳天使ジブリール（ラファエル）
- 宝石姫 JEWEL PRINCESS（ラルビカイト、ヴァイオレットサファイア）
- エデンズリッターグレンツェ（ルンシャット）

### ラジオ
- YAMAJET STREAM（アシスタント）

### イベント
- DreamParty東京2012秋（Pinkpineappleコンパニオン）
- お姉さま達といっしょ♪（2013年5月29日）[64]

### 舞台
- 朗読劇「ノー・ボーイズ・アイランド」（桂陽奈子）